# William F. Nolan
William Francis Nolan (Kansas City, 6 marzo 1928 – Vancouver, 15 luglio 2021) è stato uno scrittore statunitense.
Nel 1967 insieme a George Clayton Johnson ha scritto La fuga di Logan da cui è tratto l'omonimo film del 1976.